# Pratxanda
Puxpa Kamal Dahal (en nepalès: पुष्पकमल दाहाल, en anglès: Pushpa Kamal Dahal; nascut Chhabilal Dahal), més conegut pel nom de guerra Pratxanda (en nepalès: प्रचण्ड; en anglès: Prachanda; pronunciat: [pɾətsəɳɖə]), (Dhikur Pokhari, 11 de desembre de 1954) és un polític i exguerriller nepalès. Des de 1994 és el secretari general del Partit Comunista del Nepal (Maoista) i fou comandant en cap de l'Exèrcit d'Alliberament Popular entre 1996 i 2008, i Primer Ministre del Nepal entre 2008 i 2009.
Pratxanda liderà la insurgència del PCN(M) iniciada el 13 de febrer de 1996. L'any 2008, finalitzà la Guerra Popular amb la victòria dels comunistes i l'expulsió de la dinastia Xa del poder. Més de 15.000 nepalesos van morir durant el conflicte.
L'Assemblea Constituent l'escollí com a Primer Ministre del Nepal el 16 d'agost de 2008. Fou investit en el càrrec poc després, el 18 d'agost de 2008. Pratxanda renuncià al càrrec el 4 de maig de 2009 després que el President Ram Baran Yadav s'oposés a la destitució del cap de l'exèrcit, el General Rookmangud Katawal. No obstant, es mantingué en el càrrec fins al 23 de maig de 2009, data en què fou escollit el seu successor: Madhav Kumar Nepal.
El 3 d'agost de 2016 fou de nou escollit Primer Ministre del Nepal.